# Ferdinand von Alten

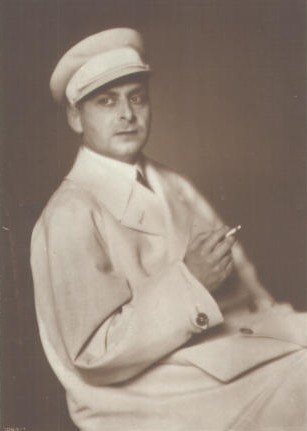
Ferdinand von Alten auf einer Fotografie von Nicola Perscheid

Ferdinand von Alten, auch Theo von Alten (* 13. April 1885 in Sankt Petersburg; † 16. März 1933 in Dessau; gebürtig Baron von Lamezan auf Altenhofen) war ein deutscher Schauspieler.

## Leben
Er schlug zunächst wie seine Vorfahren eine militärische Laufbahn ein und wurde Offizier, nahm dann jedoch Schauspielunterricht bei Albert Steinrück und entschied sich für den Schauspielerberuf. 1911 gab er sein Debüt am Hoftheater in München, wo er bis zum Ende des Ersten Weltkrieges tätig war.
Seit 1918 trat er an Berliner Bühnen auf, besonders am Deutschen Theater, wo er während der zwanziger Jahre zum Ensemble gehörte. Bald kam er auch zum Stummfilm und wurde häufig mit mittleren und kleinen Rollen besetzt. Er verkörperte elegante Liebhaber, Offiziere und Vorgesetzte.
Ferdinand von Alten starb im Alter von 47 Jahren an einer Rippenfell- und Lungenentzündung, die er sich während einer Theatertournee zugezogen hatte und wurde auf dem St. Matthias Friedhof in Berlin beerdigt.

## Filmografie (Auswahl)
- 1920: Anna Boleyn
- 1920: Gentlemen-Gauner
- 1920: Katharina die Große
- 1920: Madame Récamier
- 1920: Das Mädchen aus der Ackerstraße. 1. Teil
- 1921: Der Stier von Olivera
- 1921: Danton
- 1921: Die Geliebte Roswolskys
- 1921: Der Mann ohne Namen (6 Teile)
- 1922: Der Graf von Charolais
- 1922: Der Liebesroman des Cesare Ubaldi
- 1922: Der Graf von Essex
- 1922: Othello
- 1922: Die Flamme
- 1923: Der Geisterseher
- 1923: Der Geldteufel
- 1923: Schatten – Eine nächtliche Halluzination
- 1923: Der Kaufmann von Venedig
- 1923: Der rote Reiter
- 1924: Gräfin Donelli
- 1924: Tragödie im Hause Habsburg
- 1924: Die Radio-Heirat
- 1924: Ein Traum vom Glück
- 1924: Mensch gegen Mensch
- 1925: Kampf um die Scholle
- 1925: Kammermusik
- 1925: Der Herr Generaldirektor
- 1925: Wallenstein, 1. Teil – Wallensteins Macht
- 1925: Des Lebens Würfelspiel
- 1926: Mein Freund der Chauffeur
- 1926: Der Student von Prag
- 1926: Die Flammen lügen
- 1926: Die Straße des Vergessens
- 1926: Die lachende Grille
- 1926: Der Herr des Todes
- 1926: Der Sohn des Hannibal
- 1927: Die Bräutigame der Babette Bomberling
- 1927: Glanz und Elend der Kurtisanen
- 1927: Der Mann ohne Kopf
- 1927: Pique Dame
- 1927: Kleinstadtsünder
- 1928: Königin Luise, 2. Teil
- 1928: Die geheime Macht
- 1928: Die Königin seines Herzens
- 1928: Luther – Ein Film der deutschen Reformation
- 1928: Weib in Flammen
- 1928: Moral
- 1928: Die Frau auf der Folter
- 1928: Champagne
- 1929: Die Garde-Diva
- 1929: Der Günstling von Schönbrunn
- 1929: Rosen blühen auf dem Heidegrab
- 1930: Hokuspokus
- 1930: Ludwig der Zweite, König von Bayern
- 1930: Im Kampf mit der Unterwelt
- 1930: Polizeispionin 77
- 1931: 1914, die letzten Tage vor dem Weltbrand
- 1931: Der Raub der Mona Lisa
- 1931: Aschermittwoch
- 1931: Arme, kleine Eva
- 1932: Die – oder keine
- 1932: Das erste Recht des Kindes
- 1932: Es wird schon wieder besser
- 1932: Der Geheimagent
- 1932: Der Stolz der 3. Kompanie
- 1932: Marschall Vorwärts
- 1932: Theodor Körner
- 1932: Der tolle Bomberg
- 1932: Gräfin Mariza
- 1932: Drei von der Stempelstelle
- 1933: Das Meer ruft